# One Punch Man
One Punch Man (japonsky ワンパンマン, Wanpanman) je japonský superhrdinský webový komiks, jehož autorem je mangaka One. Na jeho stránkách komiks vychází od roku 2009. Hrdinou příběhu je mladý superhrdina Saitama, který může porazit jakéhokoliv soupeře pouze jedinou ránou a hledá protivníka, který by se mu v jeho síle vyrovnal.
Překreslená digitální manga vychází od června 2012 pod hlavičkou nakladatelství Šúeiša v časopise Tonari no Young Jump. Jejím ilustrátorem je Júsuke Murata a jednotlivé kapitoly jsou pravidelně vydávány ve svazcích. K lednu 2021 bylo vydáno 23 svazků mangy.
Od října do prosince 2015 byla v Japonsku vysílána seriálová anime adaptace, kterou vytvořilo studio Madhouse. Druhá řada byla premiérově vysílána mezi dubnem a červencem 2019. Tu vytvořilo studio J.C.Staff.
K červnu 2012 měl webový komiks přes 7,9 milionu zhlédnutí. Překreslená manga prodala k dubnu 2020 přes 30 milionů kopií.